# レイクヴィラファーム
レイクヴィラファーム（英：Lake Villa Farm）は、北海道虻田郡洞爺湖町に所在する競走馬の生産牧場。

## 概要
2011年5月をもって閉場したメジロ牧場の設備と繋養馬を、同場専務取締役の岩崎伸道が引き継ぐ形で設立。
低迷のうちに終焉を迎えたメジロ牧場から事業を継続するにあたり、岩崎と旧知の仲であった吉田勝己が経営するノーザンファームから経営・技術両面での支援を受けており、また有力なオーナーブリーダー（馬主兼生産者）として知られたメジロとは方針を異とした生産のみの牧場（マーケットブリーダー）となっている。
2014年の青葉賞においてショウナンラグーンが優勝し、生産馬が重賞初勝利を挙げた。同馬はメジロ牧場生産馬でGI競走5勝を挙げたメジロドーベルの孫にあたる。また、2019年には香港ヴァーズでグローリーヴェイズが優勝し、生産馬がGⅠ初勝利を挙げている。同馬も、メジロ牧場生産馬でメジロドーベルの父であるメジロライアン（1991年宝塚記念優勝馬）と日本競馬史上初の三冠牝馬であるメジロラモーヌの曾孫にあたる。

## 主な生産馬
- ショウナンラグーン（2014年青葉賞）
- コウソクストレート（2017年ファルコンステークス）
- トリオンフ（2018年小倉大賞典、小倉記念、2020年中山金杯）
- グローリーヴェイズ（2019年日経新春杯、香港ヴァーズ、2020年京都大賞典、2021年香港ヴァーズ）
- スズカプレスト（2020年京都ハイジャンプ）
- ホウオウイクセル（2021年フラワーカップ）
- クールキャット（2021年フローラステークス）
- カフジオクタゴン（2022年レパードステークス）[3]
- ライトバック（2024年エルフィンステークス、桜花賞3着、優駿牝馬3着）

## 主な繋養馬
※非レイクヴィラファーム生産馬のみ記載。
- メジロパーマー（功労馬、2012年死去)
- メジロライアン（功労馬、2016年死去)
- メジロドーベル（繁殖牝馬・功労馬）
- メジロダーリング（繁殖牝馬、2014年死去)
- メジロベイシンガー（繁殖牝馬）
- ロゼカラー（繁殖牝馬、2016年死去)